# Wolf WR1

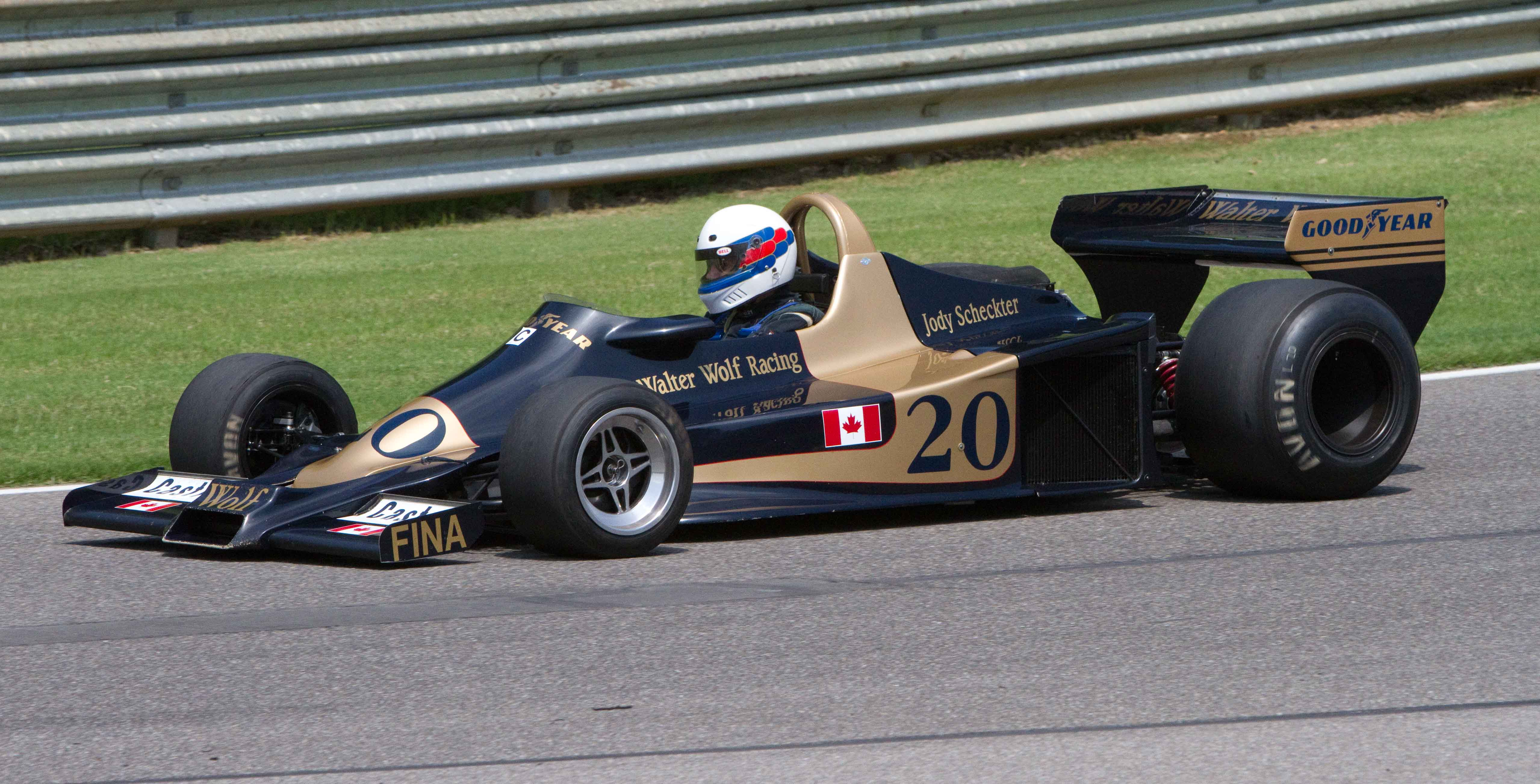
Wolf WR1 de Jody Scheckter no Barber Motorsports Park, em 2010

O  WR1/WR2/WR3/WR4  é o modelo da Wolf das temporadas de 1977 e 1978 da Fórmula 1. Foi guiado por Jody Scheckter, Bobby Rahal e Keke Rosberg.

## Resultados[1][2][3][4]
(legenda) (em negrito indica pole position e itálico volta mais rápida)
| Ano  | Chassi | Motor                | N° | Pilotos        | 1    | 2     | 3     | 4     | 5   | 6   | 7     | 8     | 9     | 10    | 11   | 12    | 13    | 14    | 15  | 16    | 17   | Pontos  | Posição |  |
| ---- | ------ | -------------------- | -- | -------------- | ---- | ----- | ----- | ----- | --- | --- | ----- | ----- | ----- | ----- | ---- | ----- | ----- | ----- | --- | ----- | ---- | ------- | ------- |  |
|      |        |                      |    |                |      |       |       |       |     |     |       |       |       |       |      |       |       |       |     |       |      |         |         |  |
|      |        |                      |    |                | ARG  | BRA   | RSA   | USW   | ESP | MON | BEL   | SWE   | FRA   | GBR   | GER  | AUT   | NED   | ITA   | USA | CAN   | JPN  |         |         |  |
| 1977 | WR1    | Ford Cosworth DFV V8 | 20 | Jody Scheckter | 1 G  | Ret G | 2 G   | 3 G   |     | 1 G | Ret G | Ret G |       | Ret G |      |       |       | Ret G |     | 1 G   |      | 55      | 4°      |  |
| 1977 | WR2    | Ford Cosworth DFV V8 | 20 | Jody Scheckter |      |       |       |       | 3 G |     |       |       |       |       | 2 G  |       | 3 G   |       | 3 G |       |      | 55      | 4°      |  |
| 1977 | WR3    | Ford Cosworth DFV V8 | 20 | Jody Scheckter |      |       |       |       |     |     |       |       | Ret G |       |      | Ret G |       |       |     |       | 10 G | 55      | 4°      |  |
|      |        |                      |    |                |      |       |       |       |     |     |       |       |       |       |      |       |       |       |     |       |      |         |         |  |
|      |        |                      |    |                | ARG  | BRA   | RSA   | USW   | MON | BEL | ESP   | SWE   | FRA   | GBR   | GER  | AUT   | NED   | ITA   | USA | CAN   |      |         |         |  |
| 1978 | WR1    | Ford Cosworth DFV V8 | 20 | Jody Scheckter |      | Ret G | Ret G |       | 3 G |     |       |       |       |       |      |       |       |       |     |       |      | 41 (24) | 5°      |  |
| 1978 | WR1    | Ford Cosworth DFV V8 | 21 | Bobby Rahal    |      |       |       |       |     |     |       |       |       |       |      |       |       |       |     | Ret G |      | 41 (24) | 5°      |  |
| 1978 | WR3    | Ford Cosworth DFV V8 | 20 | Jody Scheckter |      |       |       | Ret G |     |     |       |       |       |       |      |       |       |       |     |       |      | 41 (24) | 5°      |  |
| 1978 | WR3    | Ford Cosworth DFV V8 | 32 | Keke Rosberg   |      |       |       |       |     |     |       |       |       |       | 10 G | NC G  |       |       |     |       |      | 41 (24) | 5°      |  |
| 1978 | WR4    | Ford Cosworth DFV V8 | 20 | Jody Scheckter | 10 G |       |       |       |     |     |       |       |       |       |      |       |       |       |     |       |      | 41 (24) | 5°      |  |
| 1978 | WR4    | Ford Cosworth DFV V8 | 32 | Keke Rosberg   |      |       |       |       |     |     |       |       |       |       |      |       | Ret G |       |     |       |      | 41 (24) | 5°      |  |

↑1  O WR5 foi utilizado nos GPs: Bélgica, Espanha, Suécia, França, Grã-Bretanha, Alemanha, Áustria, Itália (Scheckter) e nos Estados Unidos (Rahal) marcando 10 pontos. O WR6 foi utilizado nos GPs: Holanda, Estados Unidos e Canadá (Scheckter) marcando 10 pontos. 